# Lennert Impens
Lennert Impens (24 februari 1995) is een Belgisch korfballer.

## Levensloop
Impens is sinds 2013 actief bij Floriant. Tevens maakt hij deel uit van het Belgisch nationaal team, waarmee hij onder meer zilver won op het Europees kampioenschap van 2021 en op de Wereldspelen van 2022.